# Can't Get It Out of My Head
Singles de Electric Light Orchestra
Ma-Ma-Ma Belle
(1974) Boy Blue
(1975)
Pistes de Eldorado
Eldorado Overture Boy Blue
Can't Get It Out of My Head est une chanson d'Electric Light Orchestra, parue en 1974 sur l'album Eldorado. Elle constitue le premier single tiré de l'album, avec Illusions in G Major en face B. Ce single, sorti la même année, se classe 9e aux États-Unis et constitue la première entrée d'ELO dans le Top 10 américain. Au Royaume-Uni, Can't Get It Out of My Head n'entrera au hit-parade qu'en 1978, lorsqu'elle sera rééditée dans un EP qui se classera 34e.